# Fukuchiyama

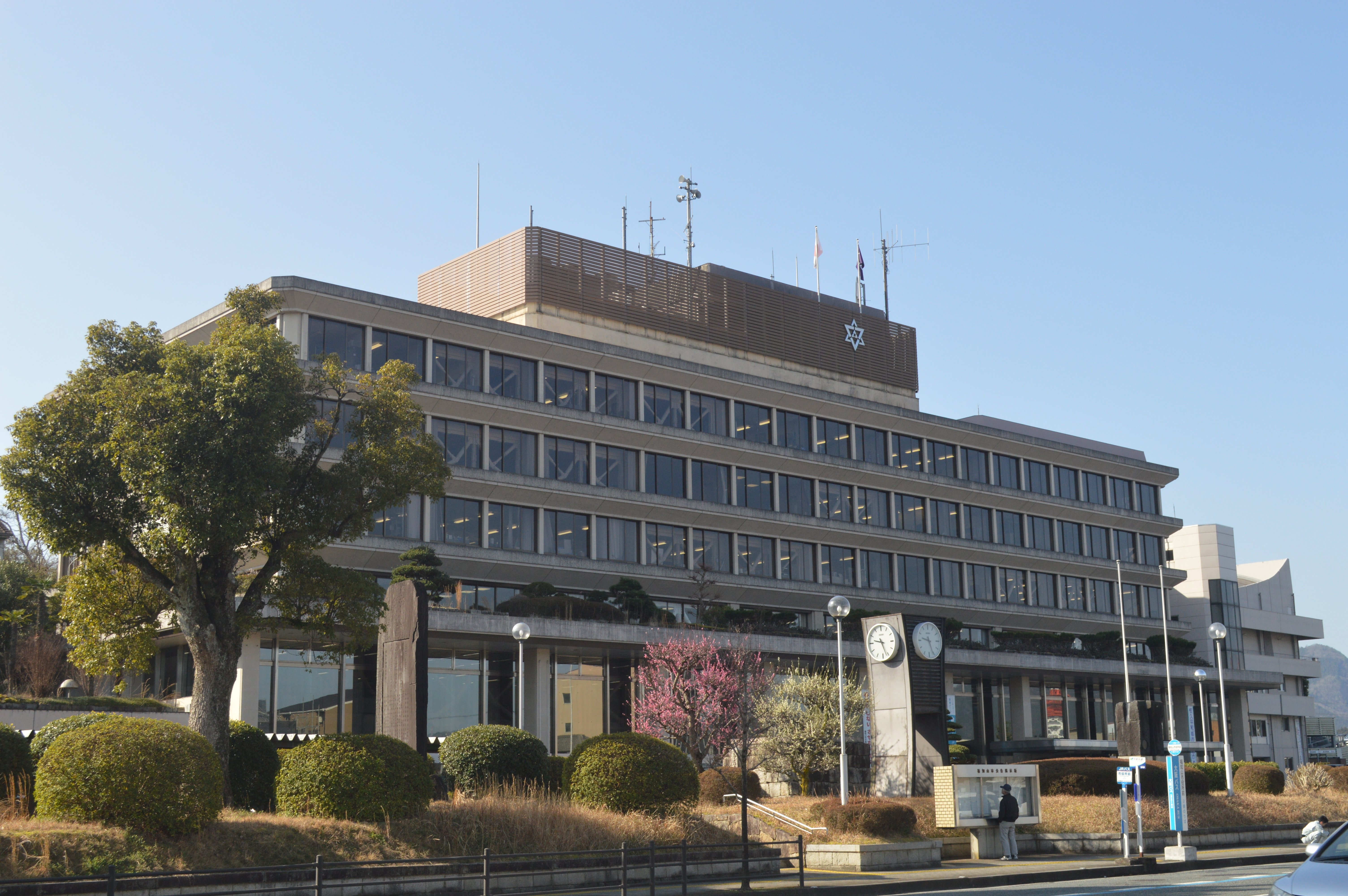
Het gemeentehuis van Fukuchiyama

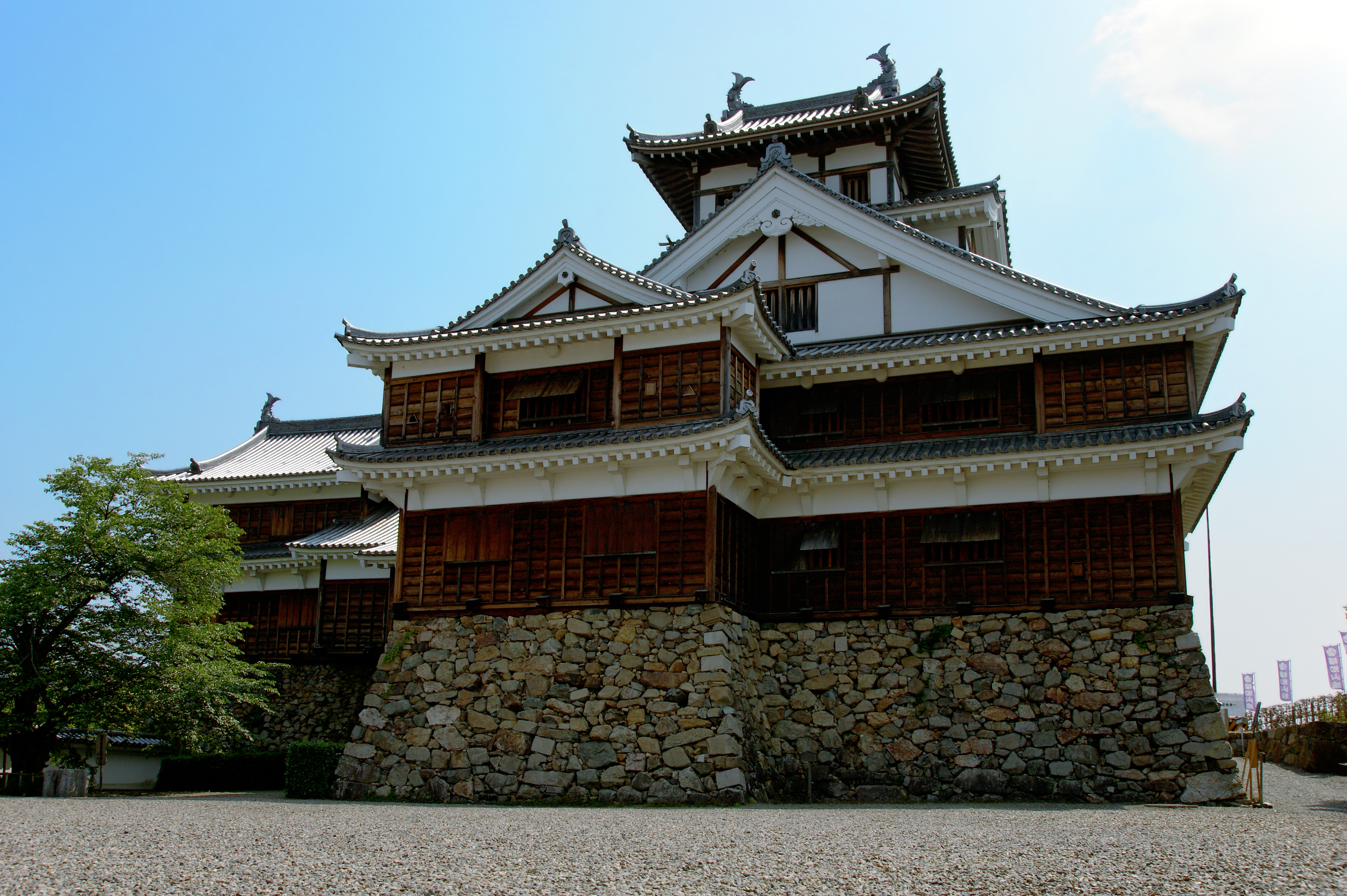
Kasteel Fukuchiyama

Fukuchiyama  (Japans: 福知山市, Fukuchiyama-shi) is een stad in het noorden van de prefectuur Kioto op het eiland Honshu in Japan. Op 1 september 2008 had de stad 80.391 inwoners. De bevolkingsdichtheid bedroeg 145 inw./km². De oppervlakte van de stad is 552,57 km².

## Geografie
De rivieren de Yuragawa (由良川) en Hazegawa (土師川) stromen door de stad.

## Geschiedenis
- In 1889 werd de gemeente Fukuchiyama (福知山町, Fukuchiyama-machi) opgericht.
- Op 1 april 1937 werd Fukuchiyama een stad (shi) (福知山市, Fukuchiyama-shi).
- Op 1 januari 2006 werden de gemeenten Miwa en Yakuno van het District Amata en de gemeente Oe van het District Kasa aangehecht bij de stad Fukuchiyama. De districten Amata en Kasa verdwenen door deze fusie.

## Bezienswaardigheden
- Kasteel Fukuchiyama (福知山城, Fukuchiyama-jō)

## Verkeer

### Trein
- JR West:
  - Sanin-hoofdlijn (naar Kyoto en Shimonoseki)
    - Station Isa - Station Fukuchiyama - Station Kamikawaguchi -Station Shimo-Yakuno -Station Kami-Yakuno

  - Fukuchiyama-lijn (naar Amagasaki)
    - Station Fukuchiyama
- Kitakinki Tango Spoorwegen:
  - Miyafuku-lijn
    - Station Fukuchiyama – Station Atsunakatonya - Station Aragakashinokidai - Station Maki - Station Shimo-Amazu - Station Gujō - Station Ōe - Station Ōe-kōkōmae - Station Futamata -Station Ōe-Yamaguchi-naiku

### Wegen

#### Autosnelweg
Fukuchiyama ligt aan de Maizura-Wakasa-autosnelweg
- afrit 4 Fukuchiyama

#### Autoweg
Fukuchiyama ligt aan de volgende autowegen:
- Autoweg 9
- Autoweg 173
- Autoweg 175
- Autoweg 176
- Autoweg 426
- Autoweg 429

#### Prefecturale weg
Fukuchiyama ligt aan de prefecturale wegen 8, 55 en 74.

## Bekende inwoners van Fukuchiyama
- Hitoshi Ashida (芦田均, Ashida Hitoshi, 1887-1959), minister-president van Japan (1948)
- Osamu Shimomura (下村 脩, Shimomura Osamu, 1928), scheikundige en Nobelprijswinnaar (2008)
- Yurika Nakamura (1986), langeafstandsloopster

## Stedenband
Fukuchiyama heeft een stedenband met:
- Shimabara (Nagasaki) (sinds 1 maart 1983)

## Aangrenzende steden en gemeenten
Prefectuur Kioto
- Maizuru
- Ayabe
- Miyazu
- Yosano (District Yosa)
- Kyōtamba (District Funai)

Prefectuur Hyogo
- Tamba
- Toyooka
- Asago
- Sasayama